# Torneio Municipal de Futebol do Rio de Janeiro de 1943
O Torneio Municipal de Futebol do Rio de Janeiro de 1943 foi uma competição oficial entre clubes de futebol da cidade do Rio de Janeiro, no Brasil, cidade que então tinha o status de Distrito Federal, sendo essa a segunda edição do Torneio Municipal de Futebol do Rio de Janeiro, disputa que antecedia o início do Campeonato Carioca, pelos mesmos clubes, classificados que eram para as duas competições.

## História
Tendo se sagrado campeão o São Cristovão, a disputa teve como vice o Fluminense. A vitória por 4 a 2 do São Cristóvão sobre o Fluminense na penúltima rodada no Estádio da Gávea perante 8.610 pagantes acabou definindo o título, pois o São Cristóvão terminou dois pontos na frente do Tricolor, mesmo com o Fluminense tendo vencido a sua partida e o clube cadete tendo empatado a sua contra o Canto do Rio por 6 a 6 na última rodada. Se o Fluminense tivesse vencido o São Cristóvão, jogaria a definição para a última rodada ou para jogos extras.

## Fórmula de disputa
Os dez participantes jogariam contra os demais clubes em jogos de ida no sistema de pontos corridos, em campos neutros, sendo campeão aquele que fizesse mais pontos.

## Campanha do campeão
1. São Cristóvão 2–0 Bonsucesso - (Campos Sales).
2. São Cristóvão 2–0 Vasco - (Conselheiro Galvao).
3. São Cristóvão 4–3 Bangu - (Teixeira de Castro).
4. São Cristóvão 4–0 Madureira - (Campos Sales).
5. São Cristóvão 2–5 Botafogo - (Laranjeiras).
6. São Cristóvão 4–1 Flamengo - (General Severiano).
7. São Cristóvão 1–0 America - (São Januário).
8. São Cristóvão 4–2 Fluminense - (Gávea).
9. Canto do Rio 6–6 São Cristóvão - (Caio Martins).

## Premiação
| Torneio Municipal de Futebol do Rio de Janeiro de 1943 |
| Rio de Janeiro                                         |
| ------------------------------------------------------ |
| São Cristovão Campeão (1º título)                      |